# Zina Garrisonová
Zina Garrisonová, nepřechýleně Zina Lynna Garrison (* 16. listopadu 1963 Houston) je bývalá americká profesionální tenistka, olympijská vítězka ze čtyřhry soulských her, bronzová medailistka ve dvouhře ze stejné olympiády a vítězka tří grandslamů ve smíšené čtyřhře. Finále dvouhry si zahrála ve Wimbledonu 1990, kde ji porazila Martina Navrátilová.
Ve své kariéře vyhrála na okruhu WTA Tour čtrnáct turnajů ve dvouhře a dvacet ve čtyřhře. V rámci okruhu ITF získala jeden titul ve dvouhře a dva ve čtyřhře. Trénoval ji Angel Lopez.
Na žebříčku WTA byla ve dvouhře nejvýše klasifikována v listopadu 1989 na 4. místě a ve čtyřhře pak v květnu 1988 na 5. místě.
Ve fedcupovém týmu Spojených států debutovala v roce 1984 čtvrtfinálovým utkáním Světové skupiny proti Itálii, v němž na antuce v Sao Paulu prohrála dvouhru s Reggi-Concatovou. V soutěži nastoupila k dvaceti třem mezistátním utkáním s bilancí 7–4 ve dvouhře a 15–1 ve čtyřhře. Soutěž ještě pod názvem Pohár federace vyhrála v letech 1989 a 1990.

## Tenisová kariéra
K prvnímu turnaji nastoupila v žákovské kategorii ve dvanácti letech. O dva roky později již vyhrála americké mistrovství dívek do 18 let. Následně se prosadila také na mezinárodní úrovni, když zvítězila na juniorkách ve Wimbledonu a na US Open. Ve světovém juniorském žebříčku ITF se stala světovou jedničkou ve dvouhře.
K profesionálkám se zařadila v roce 1982 a prvním turnajem, do něhož nastoupila se stal pařížský grandslam French Open 1982. Na něm prošla do čtvrtfinále, kde byla vyřazena Martinou Navrátilovou.
Přes potíže s bulimií v prvních sezónách kariéry dosáhla semifinálové účasti na Australian Open 1983 a na konci sezóny již figurovala na 10. místě světové klasifikace. Premiérovým singlovým titulem na okruhu se stal curyšský European Indoor Championships 1984. Následující rok zde triumf obhájila po finálové výhře nad Hanou Mandlíkovou a probojovala se také do semifinále Wimbledonu 1985. V roce 1986 triumfovala na prvním turnaji ve čtyřhře, když a Argentinkou Gabrielou Sabatiniovou zvítězila na Canadian Open.
Společně s Sherwoodem Stewartem získala grandslamový titul ve smíšené čtyřhře na Australian Open 1987. Na tomto melbournském turnaji si s Lori McNeilovou také zahrála finále ženské čtyřhry, ze které odešla poražena. Ve Wimbledonu 1988 zopakovaly se Stewartem úspěšnou spolupráci, když triumfovali ve smíšené čtyřhře.
Spojené státy reprezentovala na Letních olympijských hrách 1988 v Soulu, kdy se tenis oficiálně vrátil do rodiny olympijských sportů. V ženské čtyřhře po boku krajanky Pam Shriverové dokázaly vybojovat zlaté medaile, když ve finále zdolaly československý pár Jana Novotná a Helena Suková. V soutěži dvouhry porazila ve čtvrtfinále svou spoluhráčku Shriverovou a po prohraném semifinále obdržela bronzovou medaili.
Na US Open 1989 ve čtvrtfinále přešla přes Chris Evertovou po setech 7–6 a 6–2, což byl poslední zápas singlové grandslamové kariéry Evertové. Mezi posledními čtyřmi pak nestačila na Navrátilovou. Sezónu 1989 zakončila na svém žebříčkovém maximu, když jí patřilo 4. místo.
Nejlepšího singlového výkonu v kariéře dosáhla ve Wimbledonu 1990. Ve čtvrtfinále si poradila s aktuální vítězkou French Open Monikou Selešovou po třísetové bitvě 3–6, 6–3 a 9–7. V semifinále zůstala na její raketě hlavní favoritka turnaje, obhájkyně titulu a světová jednička Steffi Grafová, kterou zdolala 6–3, 3–6 a 6–4. Probojovala se tak do svého jediného singlového finále na grandslamu v kariéře. V něm podlehla Martině Navrátilové ve dvou setech 6–4, 6–1, čímž získala Čechoameričanka devátý titul a vytvořila tak absolutní wimbledonský rekord. Na tomto turnaji si Garrisonová připsala titul ve smíšené čtyřhře, kterou vyhrála s krajanem Rickem Leachem.
Na Australian Open 1992 si zahrála s Mary Joe Fernandezovou finále čtyřhry, z něhož odešly poraženy. Profesionální kariéru ukončila v roce 1997.

## Po skončení profesionální kariéry
Po odchodu z profesionálního tenisu komentovala tenisová utkání pro televizní společnost a měla také tenisové aktivity. Již v roce 1988 založila nadaci pro bezdomovce „Zina Garrison Foundation for the Homeless“ a roku 1992 pak tenisový výukový program „Zina Garrison All-Court Tennis Program“, s cílem podpory tohoto sportu v Houstonu. Řadí se ke členkám spolku „Alpha Kappa Alpha“.
Do roku 2008 působila jako nehrající kapitánka fedcupového týmu Spojených států, než tuto funkci po ní převzala Mary Joe Fernandezová. Americké tenistky vedla také na Letních olympijských hrách 2008 v Pekingu, kde Venus a Serena Williamsovy získaly zlatý kov ve čtyřhře.

## Soukromý život
Narodila se v roce 1963 jako nejmladší ze sedmi sourozenců do afroamerické rodiny. Tenis začala hrát v deseti letech. V roce 1982 maturovala na houstonské střední škole Sterling High School.
V devatenácti letech, po smrti matky, byla u ní diagnostikována porucha příjmu potravy bulimie. „Nikdy jsem nebyla spokojena s tím, jak vypadám a cítila, že jsem ztratila jedinou osobu, která mě bezvýhradně milovala“, uvedla tenistka v roce 2006 na adresu této životní etapy během rozhovoru pro britské médium Observer Sport Monthly.
V září 1989 se vdala za Willarda Jacksona. Roku 1997 bylo manželství rozvedeno.

## Finále na Grand Slamu

### Ženská dvouhra: 1 (0 titulů, 1 finále)
| Stav       | Rok  | Turnaj    | Povrch | Vítězka             | Výsledek |
| ---------- | ---- | --------- | ------ | ------------------- | -------- |
| Finalistka | 1990 | Wimbledon | tráva  | Martina Navrátilová | 4–6, 1–6 |

### Ženská čtyřhra: 2 (0 titulů, 2 finále)
| Stav       | Rok  | Turnaj          | Povrch | Spoluhráčka           | Finalistky                                 | Výsledek    |
| ---------- | ---- | --------------- | ------ | --------------------- | ------------------------------------------ | ----------- |
| Finalistka | 1987 | Australian Open | tráva  | Lori McNeilová        | Martina Navrátilová Pam Shriverová         | 6–1, 6–0    |
| Finalistka | 1992 | Australian Open | tvrdý  | Mary Joe Fernandezová | Arantxa Sánchezová Vicariová Helena Suková | 6–4, 7–6(3) |

### Smíšená čtyřhra: 6 (3 tituly, 3 finále)
| Stav       | Rok  | Turnaj          | Povrch | Spoluhráč        | Finalisté                                    | Výsledek         |
| ---------- | ---- | --------------- | ------ | ---------------- | -------------------------------------------- | ---------------- |
| Vítězka    | 1987 | Australian Open | tráva  | Sherwood Stewart | Anne Hobbsová Andrew Castle                  | 3–6, 7–6(5), 6–3 |
| Vítězka    | 1988 | Wimbledon       | tráva  | Sherwood Stewart | Gretchen Magers Kelly Jonesová               | 6–1, 7–6(3)      |
| Finalistka | 1989 | Australian Open | tvrdý  | Sherwood Stewart | Jana Novotná Jim Pugh                        | 6–3, 6–4         |
| Finalistka | 1990 | Australian Open | tvrdý  | Jim Pugh         | Nataša Zverevová Andrew Castle               | 4–6, 6–2, 6–3    |
| Vítězka    | 1990 | Wimbledon (2)   | tráva  | Rick Leach       | Elizabeth Smylieová John Fitzgerald          | 7–5, 6–2         |
| Finalistka | 1993 | Australian Open | tvrdý  | Rick Leach       | Arantxa Sánchezová Vicariová Todd Woodbridge | 7–5, 6–4         |

## Tituly na okruhu WTA (34)

### Dvouhra (14)
| Legenda               |
| Grand Slams (0)       |
| WTA Championships (0) |
| Tier I (0)            |
| Tier II (0)           |
| Tier III (5)          |
| Tier IV & V (3)       |
| VS (6)                |

| Tituly dle povrchu |
| Tvrdý (3)          |
| Antuka (1)         |
| Tráva (4)          |
| Koberec (6)        |

| Č.  | Datum              | Turnaj        | Povrch      | Finalistka                 | Výsledek          |
| --- | ------------------ | ------------- | ----------- | -------------------------- | ----------------- |
| 1.  | 4. listopadu 1984  | Curych        | koberec (h) | Claudia Kohdeová-Kilschová | 6–1, 0–6, 6–2     |
| 2.  | 21. dubna 1985     | Amelia Island | antuka      | Chris Evertová             | 6–4, 6–3          |
| 3.  | 3. listopadu 1985  | Curych        | koberec (h) | Hana Mandlíková            | 6–1, 6–3          |
| 4.  | 2. listopadu 1986  | Indianapolis  | tvrdý (h)   | Melissa Gurneyová          | 6–3, 6–3          |
| 5.  | 11. ledna 1987     | Sydney        | tráva       | Pam Shriverová             | 6–2, 6–4          |
| 6.  | 15. února 1987     | San Francisco | koberec (h) | Sylvia Hanikaová           | 7–5, 4–6, 6–3     |
| 7.  | 26. února 1989     | Oakland       | koberec (h) | Larisa Neilandová          | 6–1, 6–1          |
| 8.  | 23. července 1989  | Newport       | tvrdý       | Pam Shriverová             | 6–0, 6–1          |
| 9.  | 12. listopadu 1989 | Chicago       | koberec (h) | Larisa Neilandová          | 6–3, 2–6, 6–4     |
| 10. | 17. června 1990    | Birmingham    | tráva       | Linda Harvey Wild          | 6–4, 6–3          |
| 11. | 23. února 1992     | Oklahoma City | tvrdý (h)   | Lori McNeilová             | 7–5, 3–6, 7–6(10) |
| 12. | 21. února 1993     | Oklahoma City | tvrdý (h)   | Patty Fendicková           | 6–2, 6–2          |
| 13. | 24. října 1993     | Budapešť      | koberec (h) | Sabine Appelmansová        | 7–5, 6–2          |
| 14. | 18. června 1995    | Birmingham    | tráva       | Lori McNeilová             | 6–3, 6–3          |

### Čtyřhra (20)
| Legenda               |
| --------------------- |
| Grand Slam (0)        |
| WTA Championships (0) |
| Olympijské zlato (1)  |
| Tier I (2)            |
| Tier II (6)           |
| Tier III (6)          |
| Tier IV & V (0)       |
| Virginia Slims (5)    |

| Č.  | Datum              | Turnaj           | Povrch      | Spoluhráčka          | Finalistky                                       | Výsledek         |
| --- | ------------------ | ---------------- | ----------- | -------------------- | ------------------------------------------------ | ---------------- |
| 1.  | 10. srpna 1986     | Montréal         | tvrdý       | Gabriela Sabatiniová | Pam Shriverová Helena Suková                     | 7–6(2), 5–7, 6–4 |
| 2.  | 2. listopadu 1986  | Indianapolis     | tvrdý (h)   | Lori McNeilová       | Candy Reynoldsová Anne Smithová                  | 4–5skreč         |
| 3.  | 23. srpna 1987     | Toronto          | tvrdý       | Lori McNeilová       | Claudia Kohdeová-Kilschová Helena Suková         | 6–1, 6–2         |
| 4.  | 7. října 1987      | New Orleans      | koberec (h) | Lori McNeilová       | Peanut Louie Harperová Heather Ludloffová        | 6–3, 6–4         |
| 5.  | 13. března 1988    | Boca Raton       | tvrdý       | Katrina Adamsová     | Claudia Kohdeová-Kilschová Helena Suková         | 4–6, 5–7, 6–4    |
| 6.  | 11. dubna 1988     | Amelia Island    | antuka      | Eva Pfaffová         | Katrina Adamsová Penny Bargová                   | 4–6, 6–2, 7–6(5) |
| 7.  | 24. dubna 1988     | Houston          | antuka      | Katrina Adamsová     | Lori McNeilová Martina Navrátilová               | 6–7(4), 6–2, 6–4 |
| 8.  | 2. října 1988      | LOH – Soul       | tvrdý       | Pam Shriverová       | Jana Novotná Helena Suková                       | 4–6, 6–2, 10–8   |
| 9.  | 27. listopadu 1988 | Tokio            | koberec (h) | Katrina Adamsová     | Gigi Fernándezová Robin Whiteová                 | 7–5, 7–5         |
| 10. | 5. února 1989      | Tokio            | koberec (h) | Katrina Adamsová     | Mary Joe Fernandezová Claudia Kohdeová-Kilschová | 6–3, 6–3, 7–6(5) |
| 11. | 30. dubna 1989     | Houston          | antuka      | Katrina Adamsová     | Gigi Fernándezová Lori McNeilová                 | 6–3, 6–4         |
| 12. | 25. června 1989    | Eastbourne       | tráva       | Katrina Adamsová     | Jana Novotná Helena Suková                       | 6–3skreč         |
| 13. | 25. února 1990     | Washington, D.C. | koberec (h) | Martina Navrátilová  | Ann Henrickssonová Dinky Van Rensburgová         | 6–0, 6–3         |
| 14. | 12. srpna 1990     | San Diego        | tvrdý       | Patty Fendicková     | Elise Burginová Rosalyn Fairbanková              | 6–4, 7–6(5)      |
| 15. | 21. října 1990     | Filderstadt      | koberec (h) | MJ Fernandezová      | Mercedes Pazová Arantxa Sánchezová Vicariová     | 7–5, 6–3         |
| 16. | 24. března 1991    | Key Biscayne     | tvrdý       | MJ Fernandezová      | Gigi Fernándezová Jana Novotná                   | 7–5, 6–2         |
| 17. | 14. únor 1993      | Chicago          | koberec (h) | Katrina Adamsová     | Amy Frazierová Kimberly Poová                    | 7–6(3), 6–3      |
| 18. | 21. února 1993     | Oklahoma City    | tvrdý (h)   | Patty Fendicková     | Katrina Adamsová Manon Bollegrafová              | 6–3, 6–2         |
| 19. | 10. října 1993     | Curych           | koberec (h) | Martina Navrátilová  | Gigi Fernándezová Nataša Zverevová               | 6–3, 5–7, 6–3    |
| 20. | 12. června 1994    | Birmingham       | tráva       | Larisa Neilandová    | Catherine Barclayová Kerry-Anne Guseová          | 6–4, 6–4         |

## Finále na okruhu WTA

### Dvouhra (22)
| Legenda               |
| Grand Slams (1)       |
| WTA Championships (0) |
| Tier I (0)            |
| Tier II (8)           |
| Tier III (4)          |
| Tier IV & V (2)       |
| Virginia Slims (7)    |

| Č.  | Datum             | Turnaj            | Povrch      | Vítězka              | Výsledek      |
| --- | ----------------- | ----------------- | ----------- | -------------------- | ------------- |
| 1.  | 7. srpna 1983     | Indianapolis      | antuka      | Andrea Temesváriová  | 6–2, 6–2      |
| 2.  | 2. ledna 1984     | Washington, D.C.  | koberec (h) | Hana Mandlíková      | 6–1, 6–1      |
| 3.  | 30. září 1984     | New Orleans       | koberec (h) | Martina Navrátilová  | 6–4, 6–3      |
| 4.  | 20. září 1985     | Denver            | koberec (h) | Peanut Louieová      | 6–4, 4–6, 6–4 |
| 5.  | 27. července 1985 | Indianapolis      | antuka      | Andrea Temesváriová  | 7–6(0), 6–3   |
| 6.  | 21. září 1986     | Tampa             | tvrdý       | Lori McNeilová       | 2–6, 7–5, 6–2 |
| 7.  | 23. srpna 1987    | Toronto           | tvrdý       | Pam Shriverová       | 6–4, 6–1      |
| 8.  | 30. října 1988    | Indianapolis      | tvrdý (h)   | Katerina Malejevová  | 6–3, 2–6, 6–2 |
| 9.  | 19. února 1989    | Washington, D.C.  | koberec (h) | Steffi Grafová       | 6–1, 7–5      |
| 10. | 18. června 1989   | Birmingham        | tráva       | Martina Navrátilová  | 7–6(5), 6–3   |
| 11. | 6. srpna 1989     | San Diego         | tvrdý       | Steffi Grafová       | 6–4, 7–5      |
| 12. | 5. listopadu 1989 | Worcester         | koberec (h) | Martina Navrátilová  | 6–2, 6–3      |
| 13. | 25. února 1990    | Washington, D.C.  | koberec (h) | Martina Navrátilová  | 6–1, 6–0      |
| 14. | 8. července 1990  | Wimbledon         | tráva       | Martina Navrátilová  | 6–4, 6–1      |
| 15. | 23. října 1990    | San Juan          | tvrdý       | Jennifer Capriatiová | 5–7, 6–4, 6–2 |
| 16. | 17. února 1991    | Chicago           | koberec (h) | Martina Navrátilová  | 6–1, 6–2      |
| 17. | 27. října 1991    | Brighton          | koberec (h) | Steffi Grafová       | 5–7, 6–4, 6–1 |
| 18. | 19. dubna 1992    | Houston           | antuka      | Monika Selešová      | 6–1, 6–1      |
| 19. | 13. června 1993   | Birmingham        | tráva       | Lori McNeilová       | 6–4, 2–6, 6–3 |
| 20. | 1. srpna 1993     | Stratton Mountain | tvrdý       | Conchita Martínezová | 6–3, 6–2      |
| 21. | 7. listopadu 1993 | Oakland           | koberec (h) | Martina Navrátilová  | 6–2, 7–6(1)   |
| 22. | 12. června 1994   | Birmingham        | tráva       | Lori McNeilová       | 6–2, 6–2      |

## Chronologie výsledků dvouhry na Grand Slamu
| Turnaj           | 1980  | 1981  | 1982  | 1983  | 1984  | 1985  | 1986  | 1987  | 1988  | 1989  | 1990  | 1991  | 1992  | 1993  | 1994  | 1995  | 1996  | SR     |
| ---------------- | ----- | ----- | ----- | ----- | ----- | ----- | ----- | ----- | ----- | ----- | ----- | ----- | ----- | ----- | ----- | ----- | ----- | ------ |
| Australian Open  | A     | A     | 1R    | SF    | 1R    | QF    | NH    | QF    | 2R    | QF    | QF    | 4R    | 4R    | 3R    | 1R    | 3R    | A     | 0 / 13 |
| French Open      | A     | A     | QF    | 1R    | 4R    | 2R    | 3R    | A     | 4R    | 3R    | 1R    | 1R    | A     | 1R    | 1R    | 1R    | A     | 0 / 12 |
| Wimbledon        | A     | A     | 4R    | 1R    | 2R    | SF    | 2R    | A     | QF    | 2R    | F     | QF    | 4R    | 4R    | QF    | 3R    | A     | 0 / 13 |
| US Open          | 1R    | 1R    | 4R    | 4R    | 3R    | QF    | 4R    | 4R    | SF    | SF    | QF    | 4R    | 4R    | 3R    | 4R    | 4R    | 1R    | 0 / 17 |
| SR               | 0 / 1 | 0 / 1 | 0 / 4 | 0 / 4 | 0 / 4 | 0 / 4 | 0 / 3 | 0 / 2 | 0 / 4 | 0 / 4 | 0 / 4 | 0 / 4 | 0 / 3 | 0 / 4 | 0 / 4 | 0 / 4 | 0 / 1 | 0 / 55 |
| Konečný žebříček | —     | —     | 16.   | 10.   | 9.    | 8.    | 11.   | 9.    | 9.    | 4.    | 10.   | 12.   | 18.   | 14.   | 24.   | 22.   | 255.  |        |

| Legenda | Legenda                                   | Legenda | Legenda                     |
| ------- | ----------------------------------------- | ------- | --------------------------- |
| SR      | poměr vyhraných turnajů ku všem odehraným | W–L V–P | výhry–prohry                |
| NH      | daný rok se turnaj nekonal                | A       | turnaje se hráč nezúčastnil |
| 1Q / LQ | prohra v (kole) kvalifikace               | 1k / 1R | prohra v daném kole turnaje |
| QF / ČF | prohra ve čtvrtfinále                     | SF      | prohra v semifinále         |
| F       | prohra ve finále                          | Vítěz   | vítězství v turnaji         |